# Hylarana jimiensis
Hylarana jimiensis är en groddjursart som först beskrevs av Tyler 1963.  Hylarana jimiensis ingår i släktet Hylarana och familjen egentliga grodor. IUCN kategoriserar arten globalt som livskraftig. Inga underarter finns listade i Catalogue of Life.